# Intertel
Intertel (anciennement International Legion of Intelligence,) est une société à QI élevé pour les personnes ayant obtenu un score de QI supérieur à 99 % de la population à un test de QI. Cela correspond à un QI de 135 ou plus sur l'échelle de Wechsler (moyenne statistique 100, écart type 15).

## Histoire et objectifs
L'association a été fondée en 1966 par l'Américain Ralph Haines, qui, à l'instar des fondateurs de Mensa Roland Berrill et Lancelot Ware vingt ans plus tôt, souhaitait créer une association adaptée aux besoins particuliers des surdoués, et hormis un certain QI minimum, n'aurait aucune autre restriction d'admission. Il s'agit ainsi de la deuxième association de ce genre la plus ancienne, après Mensa. Le nom « Intertel » est dérivé de « International Legion of Intelligence » et ses membres se désignent eux-mêmes comme « ILIans ».
L'association a trois objectifs, inscrits dans sa constitution, :
- encourager une véritable fraternité intellectuelle ;
- favoriser un échange d'idées sur tous les sujets ;
- assister la recherche en matière d'intelligence élevée.

## Organisation et activités
Intertel est organisé en sept régions géographiques, dont cinq ne comprennent que des États américains, et deux comprennent l'Est et l'Ouest du Canada en plus des États américains. La « Région VI » comprend le reste du monde sous le nom de région « Internationale ».
Il y a plus de 1 700 membres dans le monde (en juin 2024) dans plus de 40 pays, dont une centaine dans les pays germanophones et plusieurs centaines en dehors de l'Amérique du Nord. Tous les membres peuvent contribuer à Integra, le journal d'Intertel, publié dix fois par an. En outre, des bulletins d'information régionaux sont publiés périodiquement, et de nombreux membres correspondent par courrier électronique ou par le biais d'une variété croissante de forums en ligne. Une Assemblée Générale Annuelle internationale est organisée chaque été, et les différentes régions organisent des activités sociales locales en présentiel ou à distance.
Un des objectifs de l'organisation étant d'aider la recherche sur le haut potentiel,,, et conformément à la constitution de l'association, certains membres de l'association sont recrutés pour des travaux de recherche,,. De plus, dès 1980 et pendant près de vingt ans Intertel a décerné un prix annuel sous forme de bourse de plusieurs milliers de dollars, la Hollingworth Award, nommée en l'honneur de Leta Hollingworth et récompensant l'excellence de projets de recherche sur le haut potentiel,. À partir de la fin des années 1990 le prix était décerné conjointement avec la National Association for Gifted Children, à qui la responsabilité de cette récompense internationale a depuis été confiée,,.

## Personnalités notables dites membres actuels ou passés
Cette liste inclut des personnalités pour lesquelles des sources, parfois les personnalités elles-mêmes, affirment leur adhésion actuelle ou passée à Intertel :
- Gert Mittring[11],[20]
- Ellen Muth[21],[22]
- Taibi Kahler[23],[24]
- Jacob Barnett[25],[26]
- Robert Prechter[27],[28]
- Grover Krantz[29],[30]
- Ginny Ruffner[31]
- E. Lee Spence[32]
- Walter Penney[33]
- Cicero Moraes[34]
- Michael W. Driesch

## Positionnement par rapport aux autres sociétés
Intertel est deux fois plus sélective dans ses conditions d'admission (un score dans le 1% le plus élevé à un test de QI) que la société Mensa, plus connue et plus grande (les 2% les plus élevés). Fondée en 1966, c'est la deuxième association la plus ancienne et la troisième la plus grande, après Mensa et la Triple Nine Society (le 0,1% le plus élevé, c'est-à-dire 1 personne sur 1 000). Cette liste n'inclut que les associations qui utilisent des tests psychométriques valides et passés sous supervision professionnelle.

### Ouvrages
- (en) W. D. Stevens, The One Percent Solution : A History of Intertel 1966-1988, Lakewood, Intertel, Inc, 1988, 132 p. (ASIN B003GNOXH4)
- (de) Ida Fleiß, Hochbegabung und Hochbegabte: mit Berichten Betroffener, Tectum-Verlag, 2009, 209 p. (ISBN 9783828897823)